# Ika i rutan
Ika i rutan var ett svenskt TV-program för barn som hade premiär den 14 november 1988 i SVT. Programledare var Ika Nord som mimade och höll på med mystiska danser, bland annat en skelettdans. Signaturmelodin komponerades av Nords dåvarande partner Lars Demian och serien regisserades av Tomas Alfredson.
Några år senare följdes programmet av Ikas TV-kalas.

## Visningar och utgivning
2004 utkom serien på två VHS-kassetter. Serien också har repriserats ett flertal gånger i SVT, bland annat år 1992, 1996, 2000, 2004 och 2005.

### Fotnoter
1. ↑  ”Ika i rutan”. Svensk mediedatabas. 14 november 1988. https://smdb.kb.se/catalog/id/001708293. Läst 15 juni 2011.
2. ↑  "Ika Nord - Fruktad & folkkär", Uppsalatidningen, 10 februari - 16 februari 2012.
3. ↑  ”Ika i rutan | Svensk mediedatabas (SMDB)”. smdb.kb.se. https://smdb.kb.se/catalog/id/001368592. Läst 4 november 2022.
4. ↑  ”Ika i rutan | Svensk mediedatabas (SMDB)”. smdb.kb.se. https://smdb.kb.se/catalog/id/001368593. Läst 4 november 2022.
5. ↑  ”Svensk mediedatabas (SMDB)”. smdb.kb.se. https://smdb.kb.se/catalog/search?q=%22Ika+i+rutan%22&sort=OLDEST. Läst 4 november 2022.